# Ганатир
Ганатир (фр. Ganatir) — деревня в Чаде, расположенная на территории региона Саламат.

## Географическое положение
Деревня находится в юго-восточной части Чада, на берегу сезонно пересыхающей реки Бахр-Азум, к северо-востоку от города Ам-Тиман, на высоте 508 метров над уровнем моря.
Населённый пункт расположен на расстоянии приблизительно 573 километров к востоку-юго-востоку (ESE) от столицы страны Нджамены.

## Климат
Климат деревни характеризуется как полупустынный жаркий (BSh в классификации климатов Кёппена). Среднегодовая температура воздуха составляет 27,5 °C. Средняя температура самого холодного месяца (декабря) составляет 24,8°С, самого жаркого месяца (апреля) — 31,5 °С. Расчётная многолетняя норма осадков — 821 мм. В течение года количество осадков распределено неравномерно, основная их масса выпадает в период с мая по октябрь. Наибольшее количество осадков выпадает в августе (259 мм).

## Транспорт
Ближайший аэропорт расположен в городе Абу-Деиа.